# European Payments Initiative
Die European Payments Initiative (EPI, deutsch: Europäische Zahlungsinitiative) ist ein Zusammenschluss europäischer Zahlungsdienstleister und Banken aus sieben Ländern mit Sitz in Brüssel. Ziel ist die Etablierung einheitlicher europäischer Zahlungsverfahren für Kunden und Händler, die mit eigener Infrastruktur in direkte Konkurrenz zu den großen US-amerikanischen Unternehmen VISA und Mastercard treten sollen.
Die Initiative ist eng mit dem Projekt „Digitale Kreditwirtschaft“ der Deutschen Kreditwirtschaft verknüpft. Die EPI wird von der Europäischen Zentralbank und der Europäischen Kommission unterstützt.

## Funktionalitäten und Leistungen
Die EPI Company SE plant die Einführung eines Zahlungsschemas und eines Zahlungsnetzwerks. Damit wird perspektivisch eine Transaktion in einem Geschäft ab dem Bankkonto des Zahlenden bis zum Bankkonto des Händlers abgedeckt, inklusive EPI-eigener Bezahl-Infrastruktur.

Logo des europäischen Zahlungsdienstes Wero

Die hierzu einzuführende EPI-Karte soll die derzeit dreizehn in Europa etablierten Kartensysteme wie etwa Carte Bleue ablösen. Sie soll in physischer oder digitaler Form vorliegen.
Auch soll ein Bezahlvorgang via einer digitalen EPI-Wallet und als Instant Payment (SCT-Inst SEPA) vorgenommen werden können. Möglich sollen P2P-, E-Commerce und M-Commerce-Transaktionen sowie Geldabhebungen sein. Dieser europäische Zahlungsdienst heißt Wero und startete am 2. Juli 2024.
Eine Mobile App soll dem Konsumenten unkompliziert und per Knopfdruck Instant Financing seiner Hausbank ermöglichen, etwa über einen sofort verfügbaren Konsumentenkredit oder eine pay-later-Funktionalität. Auch wird geplant, dass das zur Zahlung verfügbare Guthaben in der App einsehbar ist.

## Geplante Verfügbarkeit
Die CEO der EPI Company SE, Martina Weimert, rechnet mit Investitionen im mehrstelligen Milliardenbereich bis zur vollständigen Einführung aller EPI-Funktionalitäten. Diese seien ab Mitte 2024 nutzbar, etwa durch herunterladbare Apps und unterstützt durch Marketingkampagnen. Zug um Zug sollen dann weitere Funktionalitäten verfügbar gemacht werden, bis ihrer Voraussage nach EPI als Zahlungsmittel 2025–2028 im Markt angekommen sei.

## EPI Company SE
Die Einführung der Zahlungslösungen wird von der EPI Company SE (EPI) durchgeführt. Das Unternehmen wurde am 1. Dezember 2020 eingetragen und hat seinen Sitz in Belgien. CEO ist Martina Weimert. Aufsichtsratsvorsitzender ist Dr. Joachim Schmalzl.
Die EPI Company hat 22 Aktionäre. Unter ihnen sind Banken und Zahlungsdienstleister. Das ist eine Lehre aus dem nicht erfolgreich verlaufenen Projekt Monnet, einem früheren Versuch zur Etablierung einer europäischen Zahlungslösung, in der das nicht der Fall war.
Im Juli 2020 wurde das Projekt EPI von 16 Banken gestartet:
- Commerzbank (Deutschland) Stand Jan. 2022[7]
- Deutsche Bank (Deutschland)
- DZ Bank (Deutschland) [7]
- Sparkassen-Finanzgruppe (Deutschland)
- BBVA (Spanien)
- BNP Paribas (Frankreich)
- BPCE (Frankreich)
- Caixabank (Spanien)
- Crédit Agricole (Frankreich)
- Crédit Mutuel (Frankreich)
- ING (Niederlande)
- KBC (Belgien)
- La Banque Postale (Frankreich)
- Banco Santander (Spanien)
- Société Générale (Frankreich)
- Unicredit (Italien)

Diese 16 Banken waren zusammen mit den weiteren Shareholdern Gründungsmitglieder der EPI Company SE:
- PKO Bank Polski (Polen)
- OP Financial Group (Finnland)
- ein Bankenkonsortium aus zwölf kleineren spanischen Kreditinstituten (u. a. Liberbank)[8][9]
- Zahlungsabwickler Worldline (Frankreich)
- Zahlungsabwickler Nexi+Nets[10] (Italien, Dänemark)

Im Februar 2022 zog sich die Mehrheit der ursprünglich beteiligten Banken, darunter einige kleine spanische Geldhäuser und die deutschen Genossenschaftsbanken, jedoch aus dem Projekt zurück. Die verbliebenen elf Banken (Crédit Mutuel, BNP Paribas, Crédit Agricole, Groupe BPCE, La Banque Postale und Société Générale aus Frankreich, ING und KBC Bank aus Belgien, Santander aus Spanien, Deutsche Bank und Sparkassen-Finanzgruppe aus Deutschland) sowie die beiden Zahlungsdienstleister Nexi aus Italien und Worldline aus Frankreich, planen seither eine abgespeckte EPI 2.0, im Kern eine Wallet. Ob diese umgesetzt wird, sollte im November 2022 entschieden werden. Im Dezember 2022 haben die genossenschaftlichen Institute mitgeteilt sich bei „EPI 2.0“ zu beteiligen.
Mit der Wero-App wurde Ende 2023 ein Betrag von 10 € von einer deutschen Sparkasse zu der französischen Banque Populaire überwiesen, wobei es sich offiziell um die erste Echtzeitüberweisung mit Wero handelte.